# G-noma
G-noma es un grupo musical español que combina estilos como el death metal melódico, el metal progresivo, el metal alternativo y  el metalcore. Proceden de Lanzarote (Canarias) y surgieron a mediados del año 2003, como un proyecto compuesto por David (guitarras y voces), Airan (voces y programaciones), Yeray (batería), Yaco (bajo) e Israel (voces y teclados). Previamente han formado parte de bandas como SATAN&CO (1998-2001) y NEGATIVO (2001-2003), fue en este último proyecto donde empezaron a desarrollar un sonido inspirado en el metal alternativo norteamericano con letras en castellano.

## Biografía
Una vez comenzado este nuevo proyecto intentaron seguir con el sonido que venían practicando en su anterior proyecto (NEGATIVO). Mientras Israel (voces y teclados) dejaba el grupo para embarcarse en un proyecto personal, los demás componentes crean un nuevo repertorio de seis temas que no serían grabados hasta el año 2005, año en el que se les une Adrián a las guitarras.
En el año 2006, presentan la primera demo oficial y para presentarla, salen a dar conciertos junto a bandas nacionalmente reconocidas como Hamlet, Coilbox, Kannon, Skunk D.F., Narco entre otras.
A mediados del año 2007, entran en los estudios Acatife para empezar a grabar lo que sería su primer disco de larga duración contando con la ayuda de Eduardo Martínez (este primer disco contaría con 11 temas). Pero, tras unos meses de grabación surgen problemas con el estudio que les obligan a abandonar por completo todo lo grabado hasta ahora y al mismo tiempo Yeray (batería) abandona la formación.
Tras tanto contratiempo vuelven a componer, incluyendo nuevamente a Israel en la formación y cambiando un poco el sonido del grupo, centrándose en aires de metal progresivo, pop y death metal melódico. A lo largo del año 2010 y con un repertorio de 10 temas graban el primer disco denominado Origen, que vio la luz en el año 2011.
En 2012, G-noma graba una versión propia del tema que representa la banda sonora de la aclamada serie norteamericana Juego de Tronos, la cual tuvo un gran éxito en internet.
El 2 de mayo de 2014, tras una larga espera sale a la venta el segundo disco denominado "Cauces".
El 30 de septiembre de 2022 y tras varios años de silencio, la banda regresa a los escenarios en el festival "Arrecife En Vivo".

## Discografía
- DEMO 2006 - 2006
- Origen - 2011
- Cauces - 2014